# Queen II
Queen II је други студијски албум британске рок групе Квин. Издавачка кућа ЕМИ рекордс је албум објавила 8. марта 1974. године у поноћ у Уједињеном Краљевству, а Електра рекордс у САД. Албум је снимљен августа 1973. године; продуценти су били Рој Томас Бејкер и Робин Џофри Кејбл, а планирао га је Мајк Стоун.
Албум је описан као „спорно најтежи албум Квина”, Queen II је познат по својој комбинацији хеви рок звука са арт рок сензибилитетом, а Дворана славних рокенрола га је назвала „стубом грандиозног, нападног хард рока”.

## Листа песама
Све водеће вокале изводио је Фреди Меркјури осим где је назначено другачије.
Прва страна
1. „Procession” (1:12)
2. „Father to Son” (6:14)
3. „White Queen (As It Began)” (4:34)
4. „Some Day One Day” (4:23, водећи вокал Брајан Меј)
5. „The Loser in the End” (4:02, водећи вокал Роџер Тејлор)

Друга страна
1. „Ogre Battle” (4:10)
2. „The Fairy Feller's Master-Stroke” (2:40)
3. „Nevermore” (1:17)
4. „The March of the Black Queen” (6:33, водећи вокали Меркјури и Тејлор)
5. „Funny How Love Is” (2:50)
6. „Seven Seas of Rhye” (2:50)

## Топ листе
| Топ листе (1974)       | Највиша позиција |
| ---------------------- | ---------------- |
| Canadian Albums Chart  | 40               |
| Norwegian Albums Chart | 19               |
| UK Albums Chart        | 5                |
| Билборд 200            | 49               |